# Dionys von Grün
Wilhelm Dionys Grün (auch Dionysius), ab 1875 Ritter von Grün, (* 18. Januar 1819 in Prerau; † 1. Januar 1896 in Prag) war ein österreichischer Geograf. Grün war Geografielehrer des Kronprinzen Rudolf von Österreich-Ungarn und der erste Lehrstuhlinhaber für Geografie an der Universität Prag.

## Leben
Dionys kam aus einem armen jüdischen Elternhaus aus Mähren. Er besuchte die Volksschule und wurde, auf Grund fehlender finanzieller Mittel, zunächst Landwirt. Der Beruf konnte ihn jedoch nicht befriedigen. Durch Selbststudium eignete er sich umfangreiche Kenntnissen an, so dass er sich noch im Alter von 20 Jahren entschloss, auf das Gymnasium in Preßburg zu gehen.
Nach erfolgreichem Abschluss studierte Grün ab 1845 Philosophie und Geschichte an der Prager Universität. Bereits nach zwei Jahren musste er aus finanziellen Gründen sein Studium beenden. Er nahm eine Hauslehrerstelle in Dresden an. Wegen der Unruhen während der Märzrevolution 1848 bis 1849, siedelte er nach Berlin über und versuchte dort seinen Unterhalt durch schriftstellerische und journalistische Tätigkeiten zu verdienen. Gleichzeitig hatte er die Möglichkeit, an der Berliner Universität Vorlesungen bei dem Physiker und Meteorologen Heinrich Wilhelm Dove und dem Geographen Carl Ritter zu besuchen. Vor allem bei Ritter wurde sein Interesse für Geografie geweckt, so dass Grün den Entschluss fasste, sich in Zukunft ganz der geographischen Wissenschaft zu widmen. Er selbst bezeichnete sich später als ein Schüler von Ritter. In Berlin konvertierte er auch, nach reiflichen Erwägungen, zum Katholizismus.
Nachdem er die akademischen Studien abgeschlossen hatte, kehrte er nach Österreich zurück. Einige in Berlin erschienene Zeitungsaufsätze über den ungarischen Aufstand hatten das Missfallen der Machthaber erregt, so dass er verhaftet und einige Zeit in Untersuchungshaft genommen wurde. Da sich jedoch seine völlige Ungefährlichkeit herausstellte, wurde er schon bald wieder auf freien Fuß gesetzt.
1853 nahm Grün eine Lehrerstelle an dem erzbischöflichen Gymnasium zu Leutschau in der Zipser Gespanschaft an. Schon zwei Jahre später erhielt er eine Professur für Geschichte und Geographie am Akademischen Gymnasium zu Wien. Dort wirkte er über 20 Jahre. Sein erstes eigenes Werk war der Gedichtband Lerchengrüße, das 1855 erstmals erschien und noch 1881 eine zweite Auflage erlebte. 1866 veröffentlichte Grün einen Leitfaden der Geographie für den erdkundlichen Unterricht und 1870 bis 1871 eine mehr als 1000 Seiten umfassende Länder- und Völkerkunde, die schon 1873 in zweiter Auflage gedruckt wurde. Vor allem dieses Werk war der Anlass, dass er 1872 den Auftrag erhielt, den damals 14-jährigen Kronprinzen Rudolf in den geographischen Fächern zu unterrichten. Grün bewältigte diese nicht immer leichte Aufgabe mit Erfolg. Auf Grund seines Unterrichts wurde bei Rudolf jene Vorliebe für die Geographie erweckt und gefördert, die er später auf seinen Reisen und in mehreren Schriften länderkundlichen Inhalts zum Ausdruck gebracht hat. Als der Kurs 1875 beendet war, wurde Grün in Anerkennung seiner Verdienste die Ritterwürde und damit der Adelsstand verliehen.
Die deutsche Universität zu Prag berief Grün 1875 als Professor auf den neu errichteten Lehrstuhl für Geographie. In seiner Antrittsvorlesung behandelte er Die Geographie als selbständige Wissenschaft. 1885 sah er sich durch andauernde Krankheiten genötigt in den Ruhestand zu treten. Grüns Nachfolger an der Prager Universität wurde Oskar Lenz. Seine letzten Jahre verlebte er in Prag, wo er am 1. Januar 1896, im Alter von 76 Jahren, an Altersschwäche starb. Er wurde unter großer Anteilnahme seiner Universitätsfakultät zum Bahnhof geleitet und nach Wien überführt. Am 3. Januar 1896 fand die Bestattung auf dem Hietzinger Friedhof in der Familiengruft statt. Seine nicht unbedeutende Büchersammlung hinterließ er dem Verein der Geographen an der Universität Wien.

## Veröffentlichungen (Auswahl)
- Lerchengrüsse zum 23. April. Gedichte. Wien 1855.
- Prolog. Wien 1859.
- Geographie. Leitfaden für die erste Stufe erdkundlichen Unterrichtes. Wien 1866.
- Geographie Länder- und Völkerkunde. Wien 1871.
- Die Peutinger'sche Tafel. Wien 1874.
- Geographie als selbstständige Wissenschaft. Prag 1875.